# Qaen (Verwaltungsbezirk)
Qaen (persisch شهرستان قائنات) ist ein Schahrestan in der Provinz Süd-Chorasan im Iran. Er enthält die Stadt Qaen, welche die Hauptstadt des Verwaltungsbezirks ist.

## Demografie
Bei der Volkszählung 2016 betrug die Einwohnerzahl des Schahrestan 116.181. Die Alphabetisierung lag bei 87 Prozent der Bevölkerung. Knapp 74 Prozent der Bevölkerung lebten in urbanen Regionen.
| Zensusjahr | Einwohnerzahl |
| ---------- | ------------- |
| 2011       | 111.320       |
| 2016       | 116.181       |